# Polarisatie-effect
Het polarisatie-effect is het fysische effect bij organische verbindingen dat veroorzaakt wordt door de aanwezigheid van bepaalde substituenten op een koolstofketen. Deze substituenten bezitten elektronenstuwende dan wel elektronenzuigende eigenschappen en zijn op deze manier in staat een ladingsverschuiving te veroorzaken door een vervorming van de elektronenwolk rondom een reactiecentrum. Dergelijke polarisaties kunnen zowel een stabilisatie als een destabilisatie van een organische verbinding met zich meebrengen en daarmee een invloed uitoefenen op de reactiviteit ervan. De grootste bijdragen aan dit effect zijn afkomstig van inductieve stabilisatie en het mesomeereffect.

## Voorbeelden

### Carboxylaat-anion
Een voorbeeld van stabilisatie en destabilisatie als gevolg van polarisatie is te vinden bij het carboxylaat-anion. Dit is het anion dat ontstaat nadat een carbonzuur gedeprotoneerd is. Bijgevolg ontstaat een negatieve lading op het zuurstofatoom. Deze negatieve lading wordt evenwel, door resonantie, uitgesmeerd over het volledige anion. Echter, het carbonyl-koolstofatoom dat gebonden is aan de twee zuurstofatomen, is partieel positief geladen om het een kleinere elektronegativiteitswaarde dan zuurstof bezit. Dit veroorzaakt een (kleine) relatieve destabilisatie van het anion. Door de aanwezigheid van een elektronenstuwende groep (bijvoorbeeld een methylgroep), zal dit effect nog versterkt worden en het carboxylaat-anion dus verder gedestabiliseerd worden. Dat is de reden waarom azijnzuur zo weinig geïoniseerd is: het gevormde acetaat-ion is niet stabiel door aanwezigheid van de elektronenstuwende methylgroep. Azijnzuur is bijgevolg een zwak zuur: het ionisatie-evenwicht ligt sterk naar links en de pKa-waarde is groot (voor azijnzuur is dat 4,75).
Is daarentegen een sterk elektronenzuigende groep aanwezig, zoals fluor of een trifluormethylgroep, dan kan het anion gestabiliseerd worden, omdat de negatieve lading weggetrokken wordt van het anion (en dus ook van het koolstofatoom). Dat is de reden waarom trifluorazijnzuur een sterk zuur is: het trifluoracetaat-anion wordt gestabiliseerd door de elektronenzuigende trifluormethylgroep. Het ionisatie-evenwicht ligt bijgevolg sterk naar rechts en de pKa-waarde is klein (voor trifluorazijnzuur is dat 0,3).

### Carbokation
Een ander voorbeeld van een polarisatie-effect is te vinden bij de stabiliteit van carbokationen. Dit is een volledig positief geladen koolstofatoom en eveneens een reactief intermediair. De stabiliteit van dit carbokation wordt bepaald door de aard van de 3 substituenten. Indien dit alle drie methylgroepen zijn (sterk elektronenstuwend), dan veroorzaakt dit een stabilisatie van het carbokation. De oorzaak hiervan ligt in het feit dat de positieve lading een beetje gecompenseerd wordt doordat de elektronenwolk rondom het carbokation een hogere dichtheid verkrijgt.
Zijn er daarentegen (sterk) elektronenzuigende groepen aanwezig (bijvoorbeeld 3 chlooratomen), dan worden de elektronenwolk rondom het carbokation minder dens, waardoor de positieve lading gedestabiliseerd wordt.